# Historyja barzo cudna
Historyja barzo cudna i ku wiedzieniu potrzebna o stworzeniu nieba i ziemie – prozatorski utwór literacki, w XVI wieku przetłumaczony na język polski przez Krzysztofa Pussmana. Utwór opisuje apokryficzną historię Adama i Ewy.
Dłuższa wersja tytułu brzmi: Historyja barzo cudna i ku wiedzieniu potrzebna o stworzeniu nieba i ziemie. I jako potym Pan Bog człowieka, to jest Jadama i Jewę z kości jego stworzył. Pierwsze, niezachowane do dziś wydanie ukazało się w Krakowie w 1543. Kolejne wydanie pochodzi z 1551 z drukarni Szarfenbergów; jedyny istniejący dziś egzemplarz znajduje się w posiadaniu Biblioteki Kórnickiej PAN.
Utwór opowiada historię Adama i Ewy od wygnania z raju do ich śmierci. Zdarzenia te wypełniają lukę Księgi Rodzaju między rozdziałem trzecim a czwartym. Lukę tę opisywały żydowskie apokryfy (Księga Jubileuszów, znana również jako Leptogenesis) znane w średniowieczu z łacińskich tłumaczeń. Pussman przełożył jedną z takich historii zatytułowaną Vita Adae et Evae lub Poenitentia Adae. W historii motywy biblijne mieszają się z apokryficznymi. Opowieść zaczyna się, gdy po opuszczeniu raju Adam i Ewa szukają pożywienia i miejsca do mieszkania. Później Ewa, ponownie zwiedziona przez szatana, udaje się na samotną wędrówkę. Gdy ma urodzić dziecko, Adam, powiadomiony przez anioła, odnajduje Ewę. Na świat przychodzi syn Kain. Opowiadanie toczy się dalej do śmierci Adama, a później Ewy, i ukazania się ich synom archanioła Michała, który ich pociesza i zapowiada przyjście Odkupiciela.